# Magellaanalkstormvogeltje
Het Magellaanalkstormvogeltje (Pelecanoides magellani) is een kleine zeevogel uit de familie Procellariidae.

## Kenmerken
Deze vogel heeft een zwarte bovenkant en een witte onderkant. Op de snavel bevindt zich een hoornachtige neusbuis. De lichaamslengte varieert van 18 tot 20 cm.

## Verspreiding en leefgebied
Deze soort broedt op eilanden in het zuiden van Chili en Kaap Hoorn.

## Voortplanting
Het nest wordt gemaakt in een zelf uitgegraven holletje in de grond. Het legsel bestaat uit een enkel ei, dat ongeveer 55 dagen wordt bebroed. Het jong blijft nog zeker 2 maanden in het nest, alvorens zelf voedsel te gaan zoeken.

## Status
De grootte van de populatie is in 2004 geschat op 6700-330.000 volwassen vogels. Op de Rode lijst van de IUCN heeft deze soort de status niet bedreigd.